# Krushari
Krushari (búlgaro: Крушари) es un pueblo de Bulgaria, capital del municipio homónimo de la provincia de Dobrich.
Con 1402 habitantes en 2011, es la capital municipal menos poblada de la provincia y la única que no está considerada ciudad. Pese a ello, es la localidad más poblada del municipio, albergando a la tercera parte de la población municipal.
El nombre túrquico original de la localidad era hasta 1942 Armutlii, que significa "cultivadores o vendedores de peras".
Se ubica unos 20 km al norte de Dobrich.